# Med krut i nävarna (1969)
Med krut i nävarna är en svensk svartvit dokumentärfilm från 1969 i regi av Arne Stivell. Filmen skildrar boxaren  Ingemar Johanssons karriär.